# Scramble
Scramble（スクランブル）はfm osakaで2007年4月から2007年9月まで放送されたラジオ番組。
2007年3月まで放送されていたafternoon navigatior、Pops on my Mindが終了したのと同時に放送を開始した。
次の時間帯に放送されるROCK the RADIO 851と共に2007年9月末で終了。期間はわずか半年だった。

## DJ
- 月曜 奥川陽子
- 火曜 庄司悟
- 水曜 下埜正太
- 木曜 丸山みづ紀

## 放送時間
- 月曜-木曜 16:00-19:00

## タイムテーブル
- 16:55 快適生活ラジオショッピング（ライフサポート提供）
- 17:15 Scramble Quest（2007年6月、7月はタイガー魔法瓶が提供）
- 17:50 ENEOS ON THE WAY COMEDY 道草（新日本石油ほか各社提供） - Pops on my Mind放送時は16:50開始だった。
- 18:00 リクエストダービー

## 主要コーナー
今日の決め打ち
毎日DJが出題したテーマをリスナーがメールで回答する。回答は常時紹介される。
リクエストダービー
毎週4曲のエントリーからなるダービー。リスナーからの投票で順位が決まる。

## 公開録音

### 2007年7月7日

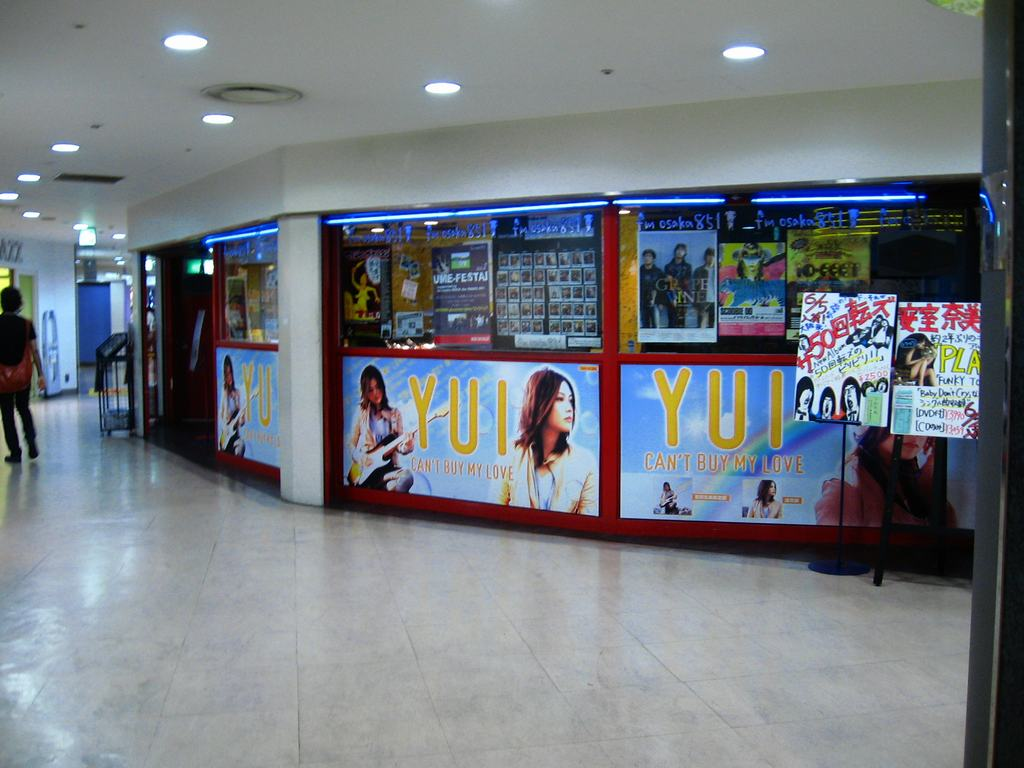
タワーレコード大阪マルビル店内にあるタワーステーション。普段はROCK the RADIO 851で使用されている。

タワーレコード大阪マルビル店内にあるfm osakaタワーステーションにてSAHARA Scramble Questの公開録音が決定した。DJは木曜担当の丸山。安室奈美恵をゲストに呼ぶ。同時に、fm osaka本社が入居する湊町リバープレイスにて安室奈美恵ラッピングバスの展示を行った。

## 補足
- 晩年では後続番組のROCK the RADIO 851のオープニングで、番組のDJがこの日の決め打ちの回答をしていた。
- 過去にはSCHOOL OF LOCK!の「自転車で日本一周企画」でヨースケ@HOMEがゲスト出演した事があった。